# Heißschrauben-Compound

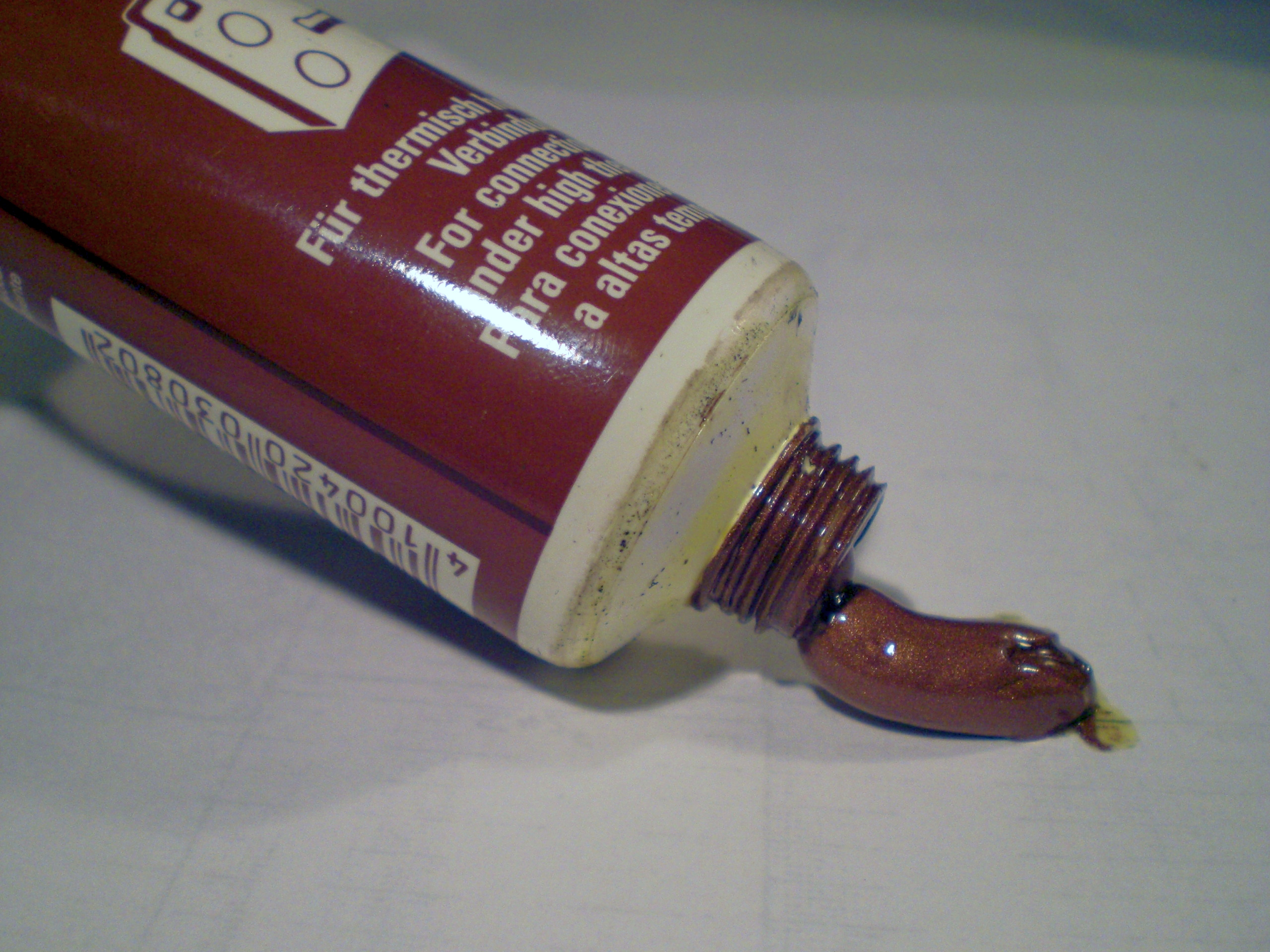
Heißschrauben-Compound aus der Tube

Heißschrauben-Compound, auch Montagepaste oder Schraubenpaste genannt, ist eine fettartige Schmierpaste und dient vornehmlich als thermisch stabiles und chemisch weitgehend inertes Trennmittel sowie als Schmiermittel und Korrosionsschutzmittel für Verbindungsstellen und Gleitflächen in schwierigen Umgebungsbedingungen (hohe Temperaturen, aggressive chemische Umgebung), wie beispielsweise Verschraubungen in Abgasanlagen oder Turbinen.
Traditionell wurde meist braunrote Kupferpaste bzw. Kupferfett für Hochtemperaturanwendungen eingesetzt. Hierzu dient auch Bremsenpaste, die nach ihrer Verwendung beim Einsetzen von Scheibenbremssätteln benannt ist. Sie enthält zusätzlich oder anstelle des Kupfers oft Aluminiumpulver als Festschmierstoff und ist dann silbern gefärbt.
Weiße Pasten enthalten meist Keramikpulver als Trockenschmierstoff. 
Im englischen Sprachraum wird Heißschrauben-Compound als Anti-Seize oder Antiseize bezeichnet, wörtlich „gegen das Festsetzen (Klemmen)“.
Armaturenfett enthält in der Regel keine Festschmierstoffe und wird bei weniger hohen Temperaturen eingesetzt, etwa in der (Warm-)Wasserinstallation. 

## Bestandteile
Je nach Anwendungsfall bestehen Heißschrauben-Compounds aus keramischen (z. B. Titannitrid) oder metallischen Pulvern (wie z. B. Kupfer, Aluminium, Zink) oder Graphit in Silikonfetten oder PTFE-Massen als Trägersubstanz.
Manche Kontaktfette, die den Übergangswiderstand elektrischer Kontakte reduzieren sollen, haben eine ähnliche Zusammensetzung.

## Eigenschaften
Heißschrauben-Compound zeichnet sich durch eine gute Schmier- und Trennwirkung, Druckbeständigkeit, elektrische und thermische Leitfähigkeit, Haftfestigkeit und einen hohen Anteil an Festschmierstoffen (überwiegend Metallpulver) aus. Es dichtet Gewindegänge gegen den Eintritt von Flüssigkeiten ab. 
Kupferpaste ist in der Regel für Temperaturen bis 700 °C vorgesehen. Moderne Schmierstoffe mit Keramikpartikeln können bei Temperaturen von −30 °C bis 1300 °C eingesetzt werden und sind (bei niedrigeren Temperaturen) beständig gegen Witterung und Feuchte, teilweise auch gegen aggressive chemische Umgebung oder korrosiv wirkende Gase.
Das als Schmier- und Bindemittel enthaltene Fett zersetzt sich oft bei Temperaturen um 160–200 °C, so dass der Korrosionsschutz und ein Teil der Schmierwirkung verloren geht. Darüber hinaus besteht eine Trennwirkung durch die enthaltenen Trockenschmierstoffe.

## Einsatzgebiete
Der Einsatz von Heißschrauben-Compound erfolgt als Trenn- oder Gleitmittel in Hochtemperaturumgebungen, bei denen die sonst üblichen mineralölbasierten Trennmittel nicht mehr einsetzbar sind. Zweck ist, eine Oxidation oder auch Verschweißung der blanken, metallenen Oberflächen zu vermindern, die Funktionsfähigkeit von Gleitlagern oder Führungen sowie die Lösbarkeit einer Verschraubung langfristig sicherzustellen.
Beispiele:
- Korrosionsschutz von Gewindegängen heißer Schraubverbindungen, z. B. in Turbinen, Verschraubungen und Trennstellen von Auspuffrohren und Verschraubungen von Bremsen, unter anderem gegen Spannungsrisskorrosion
- Verhinderung des Festbrennens des Pistons von Vorderladerwaffen und Kanonen
- Schmierung von Gleitflächen und Gleitlagern von Ventilen und Führungen
- Korrosionsschutz bei hohen Temperaturen und Abdichtung gegen korrosiv wirkende Gase in der Petrochemie und in Kraftwerken

## Anwendungshinweise
Eine Anwendung von metallhaltigen Heißschrauben-Compounds mit Aluminiummaterialien wie Motorblöcken oder anderen unedlen Metallen sollte im Allgemeinen vermieden werden. Verbindungen zwischen Kupfer (edles Metall) und einem unedlen Metall verhalten sich wie eine Galvanische Zelle und führen zu einer galvanischen Korrosion. Das in den metallhaltigen Heißschrauben-Compounds enthaltene Fett kann diese Reaktion nur bedingt aufhalten, Feuchtigkeit und insbesondere die Anwesenheit von Chlorid-Ionen (etwa aus Streusalz) hingegen beschleunigt sie. Hier sind keramikbasierte oder aluminium- oder graphithaltige Heißschrauben-Compounds (Grafitpaste) tauglicher.
Die mit dem Compound zu präparierenden Flächen sollten gereinigt werden. Bei Schraubverbindungen müssen die Gewindegänge bis zum Grund gefüllt sein.
Heißschrauben-Compounds werden überwiegend als Montagehilfe, Korrosionsschutz und zur Schmierung von Gleitlagern eingesetzt. Bei Verwendung als Schmierstoff für Wälzlager können die Abrollflächen durch die im Schmierstoff enthaltenen Feststoffe erodiert werden.